# Mollis
Mollis (toponimo tedesco) è una frazione di 3 337 abitanti del comune svizzero di Glarona Nord, nel Canton Glarona.

## Geografia fisica
Mollis è collegata a Mühlehorn dal passo Kerenzerberg (743 m s.l.m.).

## Storia

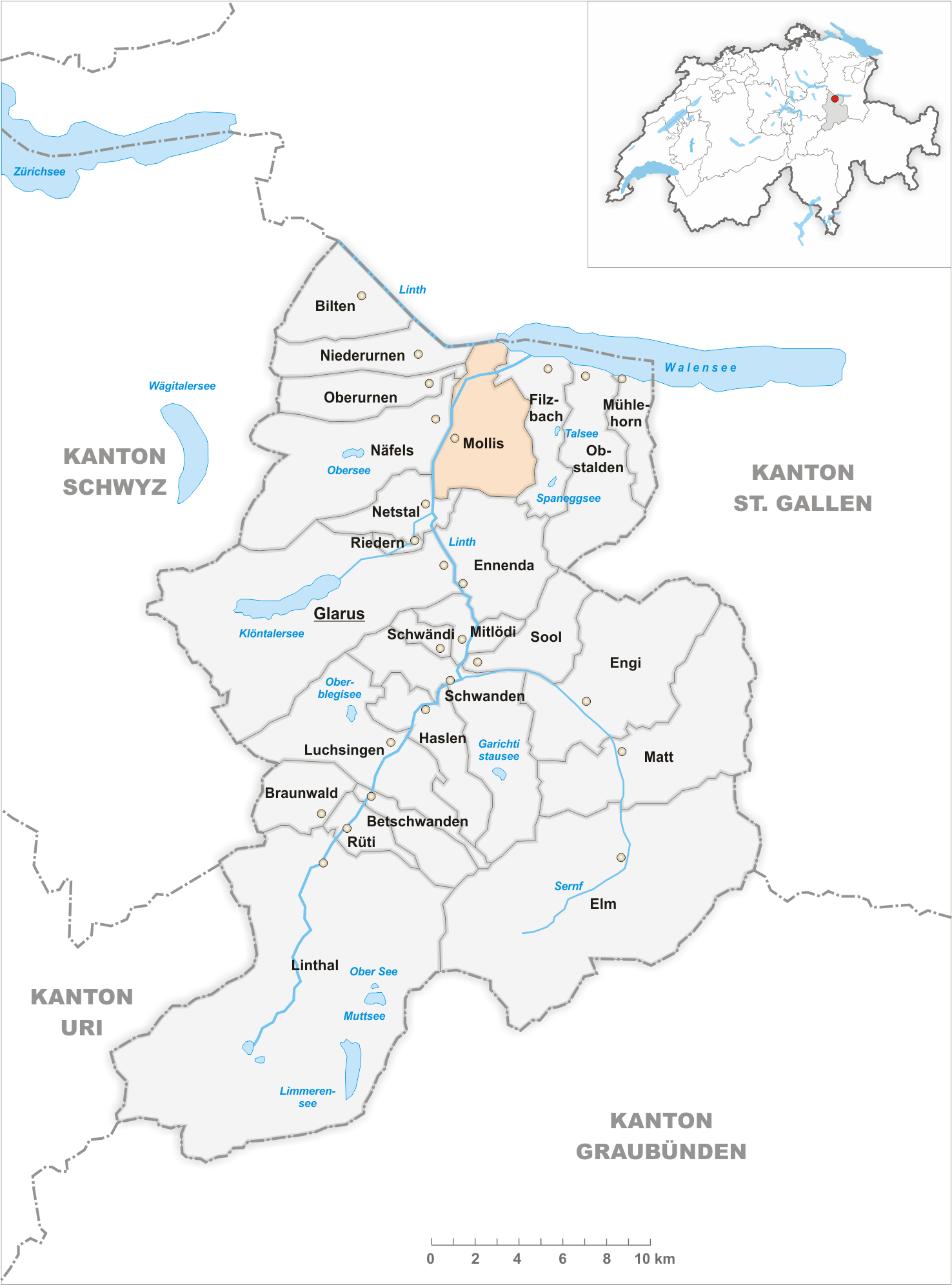
Il territorio del comune di Mollis prima degli accorpamenti comunali del 2011

Già comune autonomo che si estendeva per 21,83 km² e che comprendeva anche la frazione di Beglingen, il 1º gennaio 2011 è stato accorpato agli altri comuni soppressi di Bilten, Filzbach, Mühlehorn, Näfels, Niederurnen, Oberurnen e Obstalden per formare il nuovo comune di Glarona Nord.

## Monumenti e luoghi d'interesse

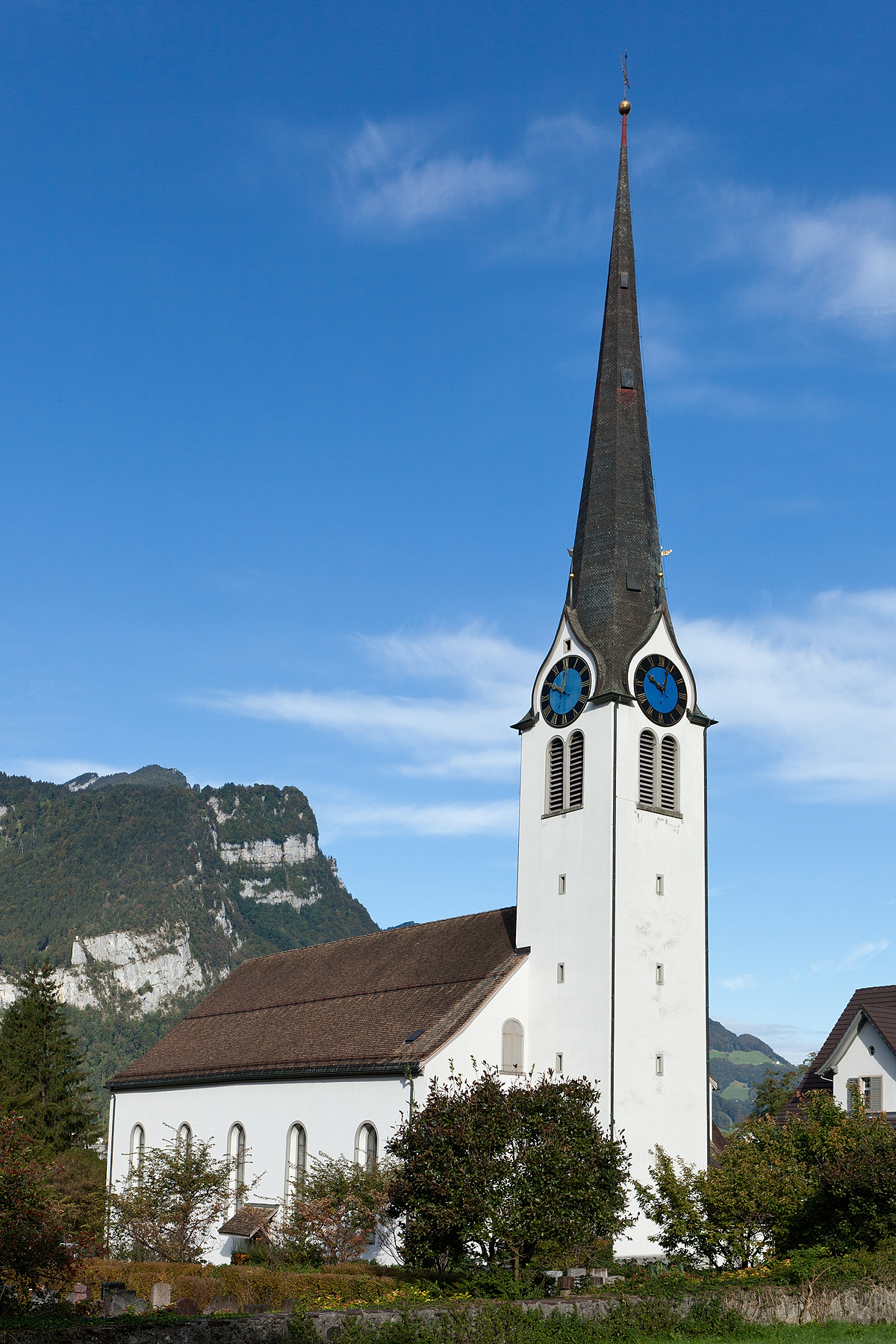
La chiesa riformata

- Chiesa riformata, eretta nel 1280 e ricostruita nel 1761 da Hans Ulrich Grubenmann[1];
- Chiesa cattolica della Madonna, eretta nel 1963[1].

## Società

### Evoluzione demografica
L'evoluzione demografica è riportata nella seguente tabella:
Abitanti censiti

## Infrastrutture e trasporti

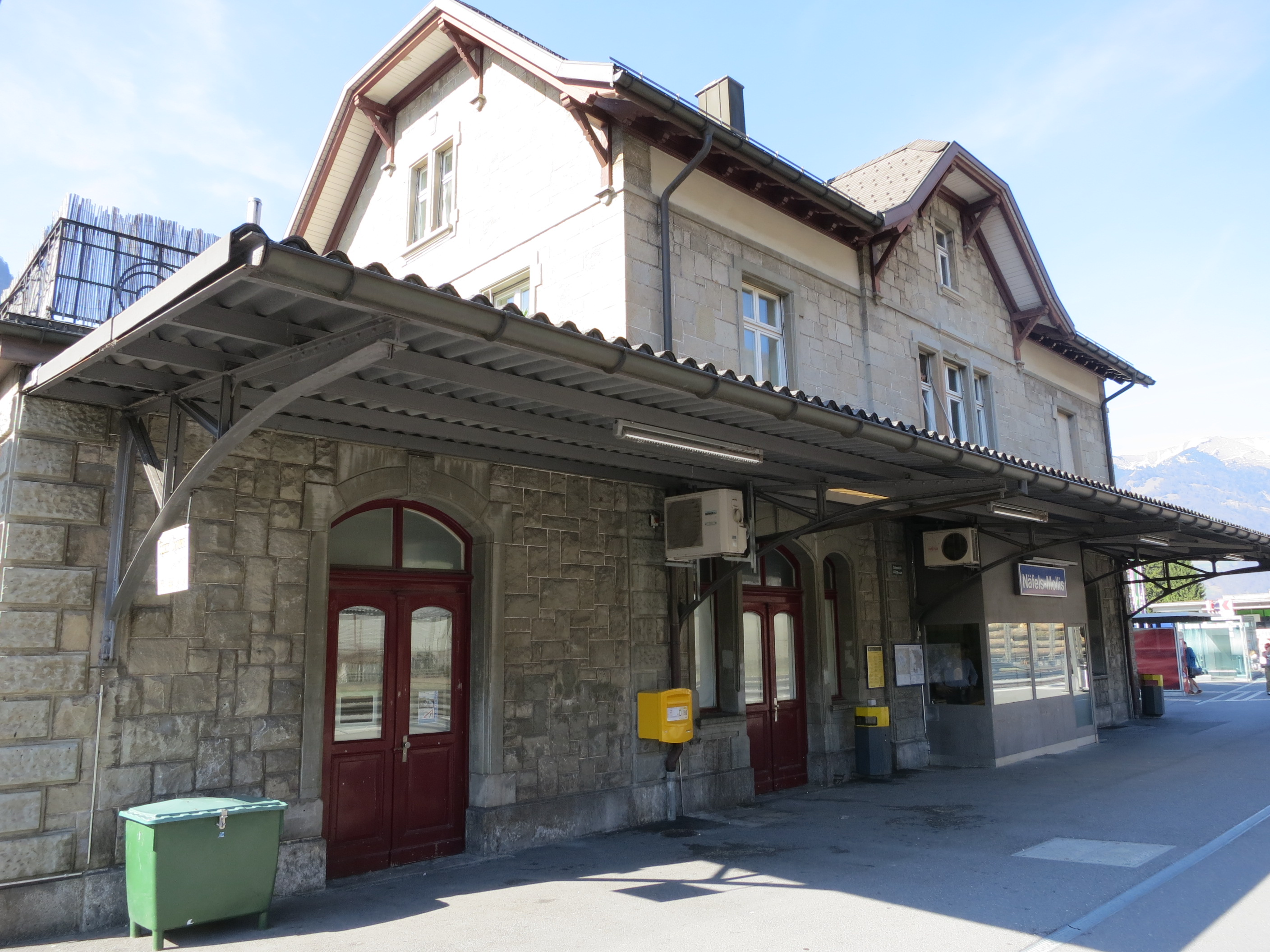
La stazione di Näfels-Mollis

La località è servita dalla stazione di Näfels-Mollis sulle ferrovie Zurigo-Linthal (linea S25 della rete celere di Zurigo) e Rapperswil-Schwanden (linea S6 della rete celere di San Gallo).

## Amministrazione
Ogni famiglia originaria del luogo fa parte del comune patriziale che ha la responsabilità della manutenzione di ogni bene comune.